# Jorge Silva (football, 1972)
Pour les articles homonymes, voir Jorge Silva et Silva.
Jorge Silva, de son nom complet Jorge Soares da Silva, est un footballeur portugais né le 13 janvier 1972 à Lamego. Il évoluait au poste de gardien de but.

## Biographie

### En club
Il évolue au Portugal durant toute sa carrière dans des clubs comme le Rio Ave FC, le FC Porto, le SC Salgueiros et le CD Santa Clara,,.
Avec le FC Porto, il est Champion du Portugal en 1993,,.
Au total, il dispute 168 matchs en première division portugaise,.

### En équipe nationale
International portugais, il reçoit une unique sélection en équipe du Portugal le 15 novembre 2000 en amical contre Israël (victoire 2-1 à Braga).

### Vie privée
Son frère Chico Silva est aussi footballeur, il a joué dans le club du CD Trofense en même temps que lui.

## Palmarès
Avec le FC Porto :
- Champion du Portugal en 1993